# Werner Schünemann
Werner Eduardo Schünemann (Porto Alegre, 21 de fevereiro de 1959) é um ator e cineasta brasileiro. Iniciou sua carreira no teatro. Em seguida, atua como diretor e roteirista, tendo produzido obras que renderam prêmios no circuito cinematográfico do sul do Brasil. Tornou-se nacionalmente conhecido com seu papel como general Bento Gonçalves da Silva, na minissérie A Casa das Sete Mulheres (2003) da Rede Globo.

## Biografia
Neto de alemães, Werner nasceu em Porto Alegre, mas foi criado entre Novo Hamburgo e São Leopoldo. Começou a fazer teatro aos quinze anos, primeiramente na escola e depois no Grupo Faltou o João, no qual estreou em 1979 com o texto de sua autoria Forca: os fortes, apresentado em direção coletiva.
Aos 18 anos, passou a morar em Porto Alegre, onde se graduou em História pela UFRGS. Ao mesmo tempo em que seguia seu trabalho em teatro, foi professor de História numa escola de ensino médio 1980-83) e assinou uma coluna semanal sobre cinema no Jornal NH, de Novo Hamburgo (1981-85). Neste mesmo período, ligou-se ao Grupo Vende-se Sonhos e à turma de jovens cineastas de Porto Alegre, que em três anos realizou três longas-metragens em super-8. Werner foi ator em Deu Pra Ti Anos 70 (1981), estreou como roteirista e diretor em Coisa Na Roda (1982) e foi o protagonista de Inverno (1983). Os filmes foram premiados como Melhor Filme Super-8 em três edições consecutivas do Festival de Gramado.
Werner foi o protagonista de Verdes anos (1984), escreveu e dirigiu Me Beija (1984, prêmio de Melhor Direção no Festival de Brasília) e fez a voz de um dos personagens principais de Aqueles Dois (1985). Seu filme seguinte, O Mentiroso (1988), voltou a ser premiado em Brasília, desta vez como Melhor Filme. Um pouco antes (1987), Werner foi um dos fundadores da Casa de Cinema de Porto Alegre, da qual se desligou em 1991.
Com atuação na política cinematográfica, foi presidente da associação de cineastas do Rio Grande do Sul (APTC/RS, 1997-99) e em seguida da Fundacine, Fundação Cinema RS (1999-2001), tendo sido responsável pela organização, em junho de 2000, em Porto Alegre, do terceiro Congresso Brasileiro de Cinema, onde surgiu o projeto de criação da Ancine.
Na RBS TV, retransmissora local da Rede Globo, dirigiu, atuou e fez locução de programas especiais, e foi narrador dalguns episódios da série Curtas Gaúchos em 2001. No mesmo período, foi chamado para fazer o papel do General Netto no filme Netto Perde Sua Alma, de Tabajara Ruas e Beto Souza. Por esta atuação, foi mais uma vez premiado em Brasília, agora com o Troféu Candango de Melhor Ator, e chamou a atenção da Rede Globo, que o contratou para interpretar outro líder da Guerra dos Farrapos, o General Bento Gonçalves da Silva, na minissérie A Casa das Sete Mulheres (2003). No mesmo ano, atuou em Kubanacan como Alejandro Rivera e dirigiu e roteirizou o documentário Mar doce. Em 2004, na TV, atuou em Senhora do Destino como Comandante Saraiva e em Começar de Novo; no cinema, em Alma mater como pastor Assunção, Didi Quer Ser Criança como Armando, Olga como Arthur Ernest Ewert, Quase Dois Irmãos como Miguel; e no teatro, na peça DNA, Nossa Comédia de Bibi Ferreira.
Em 16 de fevereiro de 2004 lhe foi concedido o título de de “Cidadão Sul-Lourenciano” pela Câmara Municipal de São Lourenço do Sul.
Em 2005, foi Pedro Américo em América e Lobo em Bens Confiscados. Em 2006, foi Bernardo Sayão na minissérie JK, Augusto no especial de fim de ano Dom e rei Lindolfo em O Cavaleiro Didi e a Princesa Lili e ainda participou na peça Cassino Coração de Marcos Barreto. Em 2007, foi Rodrigo de Carvalho em Amazônia, de Galvez a Chico Mendes e Maximilliam Sullivan em Eterna Magia Em 2008, foi Humberto Silveira em Duas Caras, Tomás da Silva Amarante em Beleza Pura e O Gritador no curta homônimo apresentado em Curtas Gaúchos. No mesmo ano, no cinema, foi George em O Guerreiro Didi e a Ninja Lili e reprisou seu personagem Netto em Netto e o Domador de Cavalos. Em 2009, foi Lázaro em Meninos de Kichute e Cláudio em Destino Encerrou a década atuando como Saulo na novela Passione e Emmanuel no filme Nosso Lar de Wagner de Assis
Em 2012, foi Alberto Galhardo no episódio A Fofoqueira de Porto Alegre da minissérie As Brasileiras, Alberto Assunção em Lado a Lado e Ovídio Moura no filme A Hora e a Vez de Augusto Matraga. Em 2015, deu a vida a Osvaldo Alvarenga Jr. em Babilônia, Quaresma em Vai Que Cola - O Filme e participou de O maníaco do Facebook e Querido Brahms. Em 2016, foi Guido Rigoni Di Marino e Mário Maggione em Haja Coração e fez participação especial em O Último Virgem. Em 2017, foi o conselheiro Francisco Alcino em Tempo de Amar e o professor de Bio - Construindo uma Vida  Em 2018, participou do filme Primavera e em 2020, foi Ronaldo Nikavrula em Algo de errado não está certo.

## Filmografia

### Televisão
| Ano  | Título                             | Função                                   | Informação                               | Notas         |
| ---- | ---------------------------------- | ---------------------------------------- | ---------------------------------------- | ------------- |
| 2001 | Curtas Gaúchos                     | Diretor e roteirista                     | Episódio: "O Príncipe das Águas"         | [ 59 ]        |
| 2001 | Curtas Gaúchos                     | Narrador                                 | Episódio: "Menino Jesus"                 | [ 17 ]        |
| 2001 | Histórias Curtas                   |                                          | Episódio: "Phil"                         | [ 60 ]        |
| 2001 | Contos de Inverno                  |                                          | Episódio: "A Coisa Certa"                | [ 61 ]        |
| 2003 | A Casa das Sete Mulheres           | Bento Gonçalves da Silva                 |                                          | [ 19 ]        |
| 2003 | Kubanacan                          | Alejandro Rivera                         |                                          | [ 20 ]        |
| 2004 | Senhora do Destino                 | Comandante Saraiva                       |                                          | [ 22 ]        |
| 2004 | Começar de Novo                    | Anselmo Pessoa                           |                                          | [ 23 ]        |
| 2005 | América                            | Pedro Paulo                              |                                          | [ 30 ]        |
| 2006 | JK                                 | Bernardo Sayão                           |                                          | [ 32 ]        |
| 2006 | Dom                                | Augusto                                  | Especial de fim de ano                   | [ 33 ]        |
| 2007 | Amazônia, de Galvez a Chico Mendes | Rodrigo de Carvalho                      |                                          | [ 62 ]        |
| 2007 | Eterna Magia                       | Maximilliam Sullivan (Max)               |                                          | [ 36 ]        |
| 2008 | Duas Caras                         | Humberto Silveira                        |                                          | [ 37 ]        |
| 2008 | Beleza Pura                        | Tomás Inácio da Silva Amarante           |                                          | [ 38 ]        |
| 2008 | Curtas Gaúchos                     | O Gritador                               | Episódios: "O Gritador"                  | [ 39 ] [ 63 ] |
| 2010 | Passione                           | Saulo Gouveia                            |                                          | [ 44 ]        |
| 2012 | As Brasileiras                     | Alberto Galhardo                         | Episódio: "A Fofoqueira de Porto Alegre" | [ 46 ]        |
| 2012 | Lado a Lado                        | Dr. Alberto Assunção, Barão da Boa Vista |                                          | [ 47 ]        |
| 2015 | Babilônia                          | Osvaldo Alvarenga Jr.                    |                                          | [ 64 ] [ 49 ] |
| 2016 | Haja Coração                       | Guido Rigoni Di Marino / Mário Maggione  |                                          | [ 53 ]        |
| 2017 | Tempo de Amar                      | Conselheiro Francisco Alcino             |                                          | [ 55 ]        |
| 2018 | Z4                                 | Zé Toledo                                |                                          | [ 65 ]        |
| 2019 | Éramos Seis                        | Jorge Assad (Assad)                      |                                          | [ 66 ]        |
| 2025 | Dona Beja                          | Coronel Francisco Botelho (Botelho)      |                                          |               |

### Cinema
| Ano  | Título                             | Personagem           | Notas                |
| ---- | ---------------------------------- | -------------------- | -------------------- |
| 1981 | Deu pra Ti Anos 70                 | Roberto              | [ 4 ]                |
| 1982 | Coisa N Roda                       | Diretor e roteirista | [ 67 ] [ 5 ]         |
| 1983 | Inverno                            | Herói                | [ 6 ]                |
| 1984 | Verdes Anos                        | Nando                | [ 7 ]                |
| 1984 | Me Beija                           | Diretor e roteirista | [ 8 ]                |
| 1985 | Aqueles Dois                       | voz de Saul          | [ 9 ]                |
| 1988 | O Mentiroso                        | Diretor e roteirista | [ 10 ]               |
| 1993 | O Zeppelin Passou por Aqui         | Werner               | [ 68 ]               |
| 1995 | Deus ex-machina                    | Inácio               | [ 69 ] [ 70 ]        |
| 1997 | O Pulso                            | —                    | [ 67 ] [ 71 ] [ 72 ] |
| 1997 | O Futuro da Terra                  | Diretor e roteirista | [ 73 ]               |
| 1999 | Tepê                               | —                    | [ 74 ]               |
| 1999 | 3 Minutos                          | —                    | [ 75 ]               |
| 1999 | Ano Novo                           | Esnaider             | [ 76 ]               |
| 1999 | O Velho do Saco                    | Mathias              | [ 77 ] [ 78 ]        |
| 2000 | Tolerância                         | Juvenal              | [ 67 ] [ 79 ]        |
| 2001 | Netto Perde Sua Alma               | General Netto        | [ 67 ]               |
| 2002 | A Paixão de Jacobina               | Hillebrandt          | [ 67 ]               |
| 2002 | O Príncipe das Águas               | Diretor e roteirista | [ 59 ]               |
| 2003 | Mar Doce                           | Diretor e roteirista | Documentário         |
| 2004 | Alma Mater                         | pastor Assunção      | [ 24 ]               |
| 2004 | Didi Quer Ser Criança              | Armando              | [ 67 ] [ 25 ]        |
| 2004 | Olga                               | Arthur Ernest Ewert  | [ 26 ] [ 80 ]        |
| 2004 | Quase Dois Irmãos                  | Miguel               | [ 67 ] [ 27 ]        |
| 2005 | Bens Confiscados                   | Lobo                 | [ 67 ] [ 31 ]        |
| 2006 | O Cavaleiro Didi e a Princesa Lili | Rei Lindolfo         | [ 34 ]               |
| 2008 | O Guerreiro Didi e a Ninja Lili    | George               | [ 40 ]               |
| 2008 | Netto e o Domador de Cavalos       | General Netto        | [ 67 ] [ 41 ]        |
| 2009 | Meninos de Kichute                 | Lázaro               | [ 42 ]               |
| 2009 | Destino                            | Cláudio              | [ 43 ]               |
| 2010 | Nosso Lar                          | Emmanuel             | [ 67 ] [ 45 ]        |
| 2012 | A Hora e a Vez de Augusto Matraga  | Ovídio Moura         | [ 48 ]               |
| 2015 | Vai Que Cola - O Filme             | Quaresma             | [ 50 ]               |
| 2015 | O Maníaco do Facebook              | Darcilei Matador     | [ 51 ]               |
| 2016 | O Último Virgem                    | pai da Bia           | [ 54 ]               |
| 2019 | Bio - Construindo uma Vida         | Professor            | [ 56 ]               |
| 2020 | Algo de Errado Não Está Certo      | Ronaldo Nikavrula    | [ 58 ]               |
| 2022 | Primavera                          | Antônio              | [ 57 ]               |

## Teatro
| Ano  | Título                             | Personagem      | Informação                | Notas         |
| ---- | ---------------------------------- | --------------- | ------------------------- | ------------- |
| 1979 | Forca: os Fortes                   |                 | Grupo Faltou o João       | [ 3 ]         |
| 1981 | Erêndira                           |                 | Grupo Faltou o João       | [ 35 ]        |
| 1983 | Priscas Eras                       |                 | Grupo Faltou o João       | [ 35 ]        |
| 1985 | Das duas Uma                       |                 | Grupo Vende-se Sonhos     | [ 35 ]        |
| 2003 | A Tomada de Laguna                 | Narrador        |                           | [ 81 ]        |
| 2006 | Cassino Coração                    |                 | Direção de Marcos Barreto | [ 35 ]        |
| 2004 | DNA, Nossa Comédia                 |                 | Direção de Bibi Ferreira  | [ 28 ] [ 82 ] |
| 2015 | Querido Brahms                     |                 |                           | [ 52 ]        |
| 2025 | Paixão de Cristo de Nova Jerusalém | Herodes Antipas |                           |               |

## Prêmios e Indicações
| Ano  | Premiação                           | Categoria                  | Nomeação                 | Resultado | Ref           |
| ---- | ----------------------------------- | -------------------------- | ------------------------ | --------- | ------------- |
| 1984 | Festival de Brasília                | Melhor diretor Melhor ator | Me Beija                 | Venceu    | [ 67 ] [ 8 ]  |
| 1988 | Festival de Brasília                | Melhor filme               | O Mentiroso              | Venceu    | [ 67 ]        |
| 2001 | Festival de Brasília                | Candango de melhor ator    | Netto Perde Sua Alma     | Venceu    | [ 18 ]        |
| 2002 | Prêmio Guarani de Cinema Brasileiro | Melhor ator                | Netto Perde Sua Alma     | Indicado  | [ 83 ]        |
| 2003 | Grande Prêmio do Cinema Brasileiro  | Melhor ator                | Netto Perde Sua Alma     | Venceu    | [ 18 ]        |
| 2003 | Prêmio Qualidade Brasil - RJ        | Melhor ator revelação      | A Casa das Sete Mulheres | Venceu    | [ 84 ]        |
| 2003 | Melhores do UOL e PopTevê           | Ator revelação             | A Casa das Sete Mulheres | Venceu    | [ 85 ]        |
| 2003 | Troféu Leão de Ouro                 | Melhor ator revelação      | A Casa das Sete Mulheres | Venceu    | [ 86 ]        |
| 2005 | Cine Ceará                          | Melhor Ator                | Bens Confiscados         | Venceu    | [ 67 ] [ 31 ] |
| 2010 | Prêmio Extra de Televisão           | Melhor ator coadjuvante    | Passione                 | Indicado  | [ 87 ]        |
| 2010 | Prêmio Arte Qualidade Brasil        | Melhor ator coadjuvante    | Passione                 | Indicado  | [ 88 ]        |
| 2011 | Prêmio Contigo! de TV               | Melhor ator coadjuvante    | Passione                 | Indicado  | [ 89 ] [ 90 ] |